# Completely Recorded
『Completely Recorded』（コンプリートリー・レコーデッド）は、槇原敬之8作目のベスト・アルバム。2004年8月25日にワーナーミュージック・ジャパンから発売された。

## 解説
自身初のシングル・コレクション。
1990年10月25日発売デビュー・シングル「NG」から、2004年4月28日発売「優しい歌が歌えない」までのシングル全31作の表題曲を発売順に収録。槇原としてのベスト盤は1997年リリースの『SMILING』シリーズ（3部作）や、10周年記念の『10.YO BEST』と4作リリース。本ベスト以降も20周年記念の年にリリースされた『LOVE』及び『LIFE』等があるが、デビュー曲から当時の最新曲までを総括させた純粋なベスト盤は現時点では本作のみとなっている。その為、本アルバムが槇原にとって初となる「オールタイム・ベスト」の分類に入る。
発売当時の最新シングル「僕が一番欲しかったもの」は本アルバムの2週間前にリリースされた『EXPLORER』へ収録となった為、本作には収録されていない。
本作発売発売1か月後に槇原のアルバム総売上が1000万枚を突破。男性ソロアーティストでは井上陽水と長渕剛だけで、デビュー14年でのこの記録は史上最速。発売から2年後の2006年に、それまで売上1位の井上を抜き、男性ソロ歴代1位となる。
本作のCDプラスチックケースは、初回プレス分では12mm仕様だが、現在流通分は10mm仕様となっており、厚さが異なる。

## 規格品番
- Disc 1：WPCL-10117
- Disc 2：WPCL-10118

## 収録曲
全作詞・作曲・編曲：槇原敬之（特記以外）

### Disc.1
1. NG
  - 編曲：西平彰・槇原敬之
  - 1stシングル。
2. ANSWER
  - 編曲：西平彰・槇原敬之
  - 2ndシングル。
3. どんなときも。
  - 3rdシングル。
4. 冬がはじまるよ
  - 4thシングル。
5. もう恋なんてしない
  - 5thシングル。
6. 北風～君にとどきますように～
  - 6thシングル。
7. 彼女の恋人
  - 7thシングル。
8. No.1
  - 8thシングル。
9. ズル休み
  - 9thシングル。
10. 雪に願いを
  - 10thシングル。
11. 2つの願い
  - 11thシングル。
12. SPY
  - 12thシングル。
13. SECRET HEAVEN
  - 作詞：ANDY GOLDMARK
  - 13thシングル。
14. COWBOY
  - 作詞：CHRIS FARREN
  - 14thシングル。作詞者表記にミスがある。
15. どうしようもない僕に天使が降りてきた
  - 15thシングル。
16. まだ生きてるよ
  - 16thシングル。
  - 表記は無いが、本楽曲はシングルバージョンでなく『SMILING3 〜THE BEST OF NORIYUKI MAKIHARA〜』収録の'98 new versionで収録。

### Disc 2
1. 素直
  - 17thシングル。
2. モンタージュ
  - 18thシングル。
3. 足音
  - 19thシングル。
4. HAPPY DANCE
  - 20thシングル。
5. STRIPE!
  - 21stシングル。
6. Hungry Spider
  - 22ndシングル。
7. 桃
  - 23rdシングル。
8. Are You OK?
  - 24thシングル。
9. 雨ニモ負ケズ
  - 25thシングル。
  - シングルバージョンはアルバム初収録。
10. 花火の夜
  - 26thシングル。
11. これはただの例え話じゃない
  - 27thシングル。
12. Wow
  - 28thシングル。
13. 君の名前を呼んだ後に
  - 29thシングル。
14. Good Morning!
  - 30thシングル。
  - アルバム初収録。
15. 優しい歌が歌えない
  - 作詞・作曲：槇原敬之
  - 31stシングル。